# Historia po pewnej historii
Historia po pewnej historii - album studyjny rapera Bonsona i producenta muzycznego Matka. Wydawnictwo ukazało się 11 czerwca 2011 roku jako nielegal.
17 kwietnia 2012 roku album został wznowiony przez wytwórnię muzyczną Koka Beats w dystrybucji EMI Music Poland. Reedycja dotarła do 27. miejsca polskiej listy przebojów (OLiS).

## Lista utworów
Opracowano na podstawie materiału źródłowego.
1. "Intro" - 1:25
2. "Rok później" - 3:06
3. "Mów mi Bonson" - 3:48
4. "Byliśmy żołnierzami" (gościnnie: Białas) - 5:19
5. "Żono moja" (gościnnie: Oliszja) - 4:09
6. "Mówią mi" (gościnnie: Wera) - 3:27
7. "Moi ludzie" - 3:46
8. "Osiedla wciąż w nas wierzą" (gościnnie: F.I.Z.O.L., PMM) - 4:36
9. "Nie ma szans" - 3:51
10. "Przyszedłem sam" - 4:44
11. "Pan śmieć" - 4:33
12. "Módl się za nas" - 3:26
13. "Mógłbym mieć to wszystko" (gościnnie: TKZetor) - 4:09
14. "To nie ja (gościnnie: Raca) - 4:21
15. "Ich już nie ma" - 4:20
16. "O mnie się nie martw" - 3:55
17. "Outro" - 1:50

| Reedycja - 2012 |
| --- |
| 1. "Intro" - 1:25 2. "Rok później" - 3:06 3. "Mów mi Bonson" - 3:48 4. "Byliśmy żołnierzami" (gościnnie: Białas) - 5:19 5. "Żono moja" (gościnnie: Oliszja) - 4:09 6. "Mówią mi" (gościnnie: Wera) - 3:27 7. "Moi ludzie" - 3:46 8. "Osiedla wciąż w nas wierzą" (gościnnie: F.I.Z.O.L., PMM) - 4:36 9. "Nie ma szans" - 3:51 10. "Przyszedłem sam" - 4:44 11. "Pan śmieć (JH Remix)" (gościnnie: Cleo) - 4:33 12. "Módl się za nas" - 3:26 13. "Mógłbym mieć to wszystko" (gościnnie: TKZetor) - 4:09 14. "To nie ja (gościnnie: Raca) - 4:21 15. "Ich już nie ma" - 4:20 16. "O mnie się nie martw" - 3:55 17. "Outro" - 1:50 18. "Pan śmieć (Pagarani / Złote Twarze Remix)" - 2:59 (utwór dodatkowy) 19. "Numer nieznany" - 4:13 (utwór dodatkowy) |